# Kirambi
Kirambi är ett vattendrag i Burundi.   Det ligger i provinsen Bujumbura Rural, i den västra delen av landet, 16 kilometer sydost om huvudstaden Bujumbura.
Omgivningarna runt Kirambi är en mosaik av jordbruksmark och naturlig växtlighet. Runt Kirambi är det tätbefolkat, med 397 invånare per kvadratkilometer.